# Hispano Suiza (Suisse)

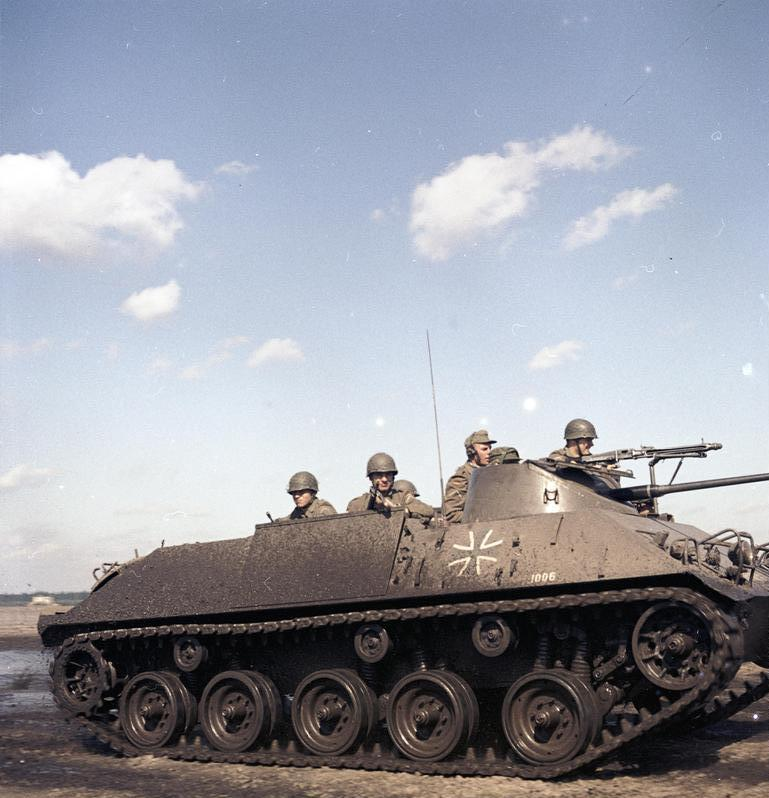
Panzer HS 30

Hispano Suiza (Suisse) war ein Rüstungs- und Maschinenbauunternehmen aus der Schweiz.

## Unternehmensgeschichte
Der Schweizer Marc Birkigt war Mitbegründer und Chefkonstrukteur bei der französischen Société Française Hispano-Suiza. Als dieses Unternehmen 1938 den Automobilbau einstellte, wechselte Birkigt zurück in seine Heimat. Er bezog ein Haus in Versoix im Kanton Genf, gründete das Unternehmen in der Stadt Genf, kaufte ein Grundstück zwischen der Rue de Lyon und der Rue de Franchises und errichtete dort eine Fabrik. Er hatte in der Vergangenheit nicht nur Automobile entwickelt, sondern auch Flugmotoren und Maschinenkanonen.
Das Unternehmen stellte Waffen her. Der bevorstehende Zweite Weltkrieg sorgte für gute Geschäfte. Aufgrund der Neutralität der Schweiz konnten alle teilnehmenden Staaten beliefert werden, darunter auch die deutsche Wehrmacht. Eine andere Quelle nennt Spanien, Schweden, das Deutsche Reich und die Schweiz als Abnehmer.
Nach 1945 gingen die Erträge zurück. Birkigt suchte nach anderen Produkten. 1948 begann die Produktion von Mofas in Lizenz. 1953 starb Marc Birkigt. Später leitete sein Sohn Louis Birkigt das Unternehmen.
1967 wurde aus finanziellen Gründen ein Zweigwerk im niederländischen Breda verkauft.
Am 11. Oktober 1970 berichtete Der Spiegel über das Unternehmen, das 1200 Mitarbeiter und einen Jahresumsatz von 100 Millionen Schweizer Franken hatte. Der Alleininhaber Louis Birkigt hatte eine Vereinbarung zur Auflösung und Aufteilung seines Unternehmens unterzeichnet. Die Abteilung für die Textilmaschinen ging an die Sulzer AG. Die Werkzeugmaschinenfabrik Oerlikon übernahm den grossen Rest des Unternehmens.

## Produkte
Zunächst stellte das Unternehmen die Maschinenkanone Hispano-Suiza HS.404 her.
Nach dem Zweiten Weltkrieg kamen Textilmaschinen dazu. Dazu gab es ein Werk in Vernier.
Zwischen 1948 und 1957 wurden Mofas der Marke Vélosolex gefertigt. Hiervon entstanden 14'750 Stück.
In den 1960er Jahren wurden Panzer vom Typ HS 30 an die Bundeswehr geliefert. In diesem Zusammenhang kam es zum HS-30-Skandal.